# ФК Престатин Таун
ФК Преста̀тин Таун (първата дума на уелски, другите три на английски: Prestatyn Town Football Club, Престатин Таун Футбол Клъб; на уелски: Clwb Pêl-droed Tref Prestatyn, Клуб Пеел-дройд Трев Престатин) е уелски футболен клуб, базиран в едноименния град Престатин. През сезон 2008 – 2009 г. играе за първи път в Уелската Висша лига. Играе мачовете си на стадион Бастиън Роуд.

## Успехи
Носител на купата на Уелс за 2012 – 2013 г.
Дебютира в европейските клубни турнири през сезон 2013 – 2014 г. в турнира на Лига Европа.